# Paris Music Hall
Pour plus de détails, voir Fiche technique et Distribution.
Paris Music Hall est un film français réalisé par Stany Cordier, sorti en 1957.

## Fiche technique
- Titre : Paris Music Hall
- Autre titre : Entrez dans la danse
- Réalisation : Stany Cordier
- Scénario : Claude Accursi et Raymond Bardonnet
- Adaptation et dialogues : Gérard Nery
- Photographie : Gustave Raulet
- Son : Lucien Lacharmoise
- Musique : Mick Micheyl
- Montage : Suzanne de Troeye
- Sociétés de production : R.C.M. (Réalisations Cinématographiques Musicales) - Jeannic Films - S.T.F.C. (Société Technique et Financière de Cinématographie)
- Tournage : du 4 janvier au 23 mars 1957
- Pays d'origine :  France
- Genre : Film musical
- Durée : 95 minutes
- Date de sortie : 
  - France : 31 juillet 1957

## Distribution
- Mick Micheyl : Kiki
- Jean Bretonnière : Henri Michelin
- Geneviève Kervine : Irène
- Charles Aznavour : Charles, un peintre-accessoiriste
- Vanja Orico
- Claude Véga : Claude, l'imitateur
- Albert Préjean : Bendix
- Georgette Anys : la patronne de la Vache Enragée
- Pierre Doris : le garçon de café
- Lucienne Legrand : Gloria Lamour
- Véra Valmont : l'ouvreuse
- Jean Brochard
- Michelle Bardollet
- Christiane Muller
- Hubert de Lapparent
- Tania Miller
- Odette Bérard : la pilote du scooter doublant la mariée